# Niklas Hjulström
Niklas Lennart Hjulström, född 15 februari 1962 i Mölndal, är en svensk skådespelare, regissör, sångare och teaterchef. 

## Biografi
Niklas Hjulström är uppvuxen i Göteborg som son till skådespelaren och regissören Lennart Hjulström och Ulla Söderdal Hjulström samt bror till programledaren Carin Hjulström.
Han gick ut Teaterhögskolan i Stockholm 1990 och har varit verksam på ett flertal teatrar.  Han var 1996–1999 konstnärlig ledare för Angeredsteatern och 2001–2008 konstnärlig ledare för stora scenen på Folkteatern i Göteborg. Åren 2009–2010 ingick Hjulström i Folkteaterns ensemble och syntes i Lars Noréns uppsättning av Orestien. 2010–2016 har han arbetat som regissör och skådespelare på Kulturhuset Stadsteatern i Stockholm. Från sommaren 2016 är han chef för Västmanlands teater.
Som skådespelare fick han ett stort genombrott i rollen som polisassistenten Skacke i Sjöwall-Wahlöö-deckarna med Gösta Ekman d.y. i huvudrollen. Han har 2001–2003 spelat Annika Bengtzons man i filmatiseringarna av Liza Marklunds böcker. 
Som sångare är han ena halvan av popduon Cue som i samband med den svenska TV-serien Glappet 1997 fick en hit med "Burnin'".
Hjulström har bland annat regisserat teateruppsättningar av Simon och ekarna (efter Marianne Fredrikssons roman) och Tre kärlekar (efter Lars Molins TV-serie).
Niklas Hjulström var 1993–2009 gift med Ann-Christin Andersson (född 1962). Tillsammans har de tre söner, födda 1991, 1995 och 2002.

## Filmografi
- 1975 – Gyllene år (TV-serie)
- 1992 – Svart lucia
- 1993 – Blank päls och starka tassar
- 1993 – Brandbilen som försvann
- 1993 – Mannen på balkongen
- 1993 – Polis polis potatismos
- 1993 – Roseanna
- 1994 – Håll huvet kallt (TV-serie)
- 1994 – Stockholm Marathon
- 1994 – Tre Kronor (TV-serie)
- 1994 – Mannen på balkongen
- 1995 – Leken (kortfilm)
- 1996 – Polisen och pyromanen (TV-serie)
- 2000 – Sjätte dagen (TV-serie)
- 2001 – Kommissarie Winter (TV-serie) (även 2004)
- 2001 – Sprängaren
- 2003 – Paradiset
- 2003 – De drabbade (TV)
- 2003 – Swedenhielms (TV-pjäs)
- 2004 – Orka! Orka! (TV-serie) (även 2005)
- 2005 – En decemberdröm (TV-serie)
- 2005 – Percy, Buffalo Bill & jag
- 2007 – Isprinsessan
- 2007 – Predikanten (TV-serie)
- 2009 – Flickan som lekte med elden
- 2009 – Luftslottet som sprängdes
- 2009 – Oskyldigt dömd (TV-serie)
- 2009 – Stenhuggaren
- 2010 – Olycksfågeln
- 2011 – Arthur och julklappsrushen (röst)
- 2014–2015 – Blå ögon (TV-serie)
- 2015 – Beck – Rum 302
- 2016 – Springfloden (TV-serie)
- 2017 – Vår tid är nu (TV-serie)

## Teater

### Roller (ej komplett)
| År   | Roll                          | Produktion                                              | Regi                 | Teater                                  |
| ---- | ----------------------------- | ------------------------------------------------------- | -------------------- | --------------------------------------- |
| 2008 | Lennart Torstensson           | Kuta och kör Ray Cooney                                 | Bo Hermansson        | Lorensbergsteatern                      |
| 2011 | Budbäraren                    | Orestien Ted Hughes                                     | Tobias Theorell      | Stockholms stadsteater                  |
| 2013 | Berättaren/Cue                | Blodsbröder Willy Russell                               | Alexander Öberg      | Kulturhuset Stadsteatern                |
| 2014 | Kommissarie Fogarty Amos Hart | Chicago John Kander, Fred Ebb och Bob Fosse             | Roine Söderlundh     | Kulturhuset Stadsteatern                |
| 2015 | Dubourg                       | Paraplyerna i Cherbourg Jacques Demy och Michel Legrand | Alexander Mørk-Eidem | Stockholms stadsteater                  |
| 2018 |                               | Taube Today Nikolaj Cederholm                           | Nikolaj Cederholm    | Västmanlands teater/Uppsala stadsteater |